# Sulcorebutia viridis
Sulcorebutia viridis là một loài thực vật có hoa trong họ Cactaceae. Loài này được P. Lechner & A. Draxler mô tả khoa học đầu tiên năm 2010.